# Campeonato Mundial de Balonmano Masculino Junior de 2005
El XV Campeonato Mundial de Balonmano Masculino Junior se celebró en Hungría entre el 15 de agosto y el 28 de agosto de 2005 bajo la organización de la Federación Internacional de Balonmano (IHF) y la Federación Húngara de Balonmano.
Un total de 20 países compitieron por el título de campeón mundial junior, cuyo defensor era la selección de Suecia, ganadora del Mundial Junior de 2003. La selección de Dinamarca consiguió el título por tercera vez, al vencer en la final a Serbia y Montenegro, por 40 goles contra 35; el bronce fue para el equipo de Hungría. La selección española finalizó la competición en 5ª posición. 

## Grupos
| Grupo A       | Grupo B             | Grupo C             | Grupo D |
| ------------- | ------------------- | ------------------- | ------- |
| Dinamarca     | Alemania            | Eslovenia           | Hungría |
| Suecia        | Islandia            | Argentina           | Rumanía |
| Egipto        | España              | República Checa     | Túnez   |
| Francia       | República del Congo | Kuwait              | Brasil  |
| Corea del Sur | Chile               | Serbia y Montenegro | Israel  |

## Ronda Previa
Los primeros tres de cada grupo alcanzan la fase principal. Los equipos restantes juegan entre sí por los puestos 13 a 20.

### Grupo A
| Equipo        | J | G | E | P | GF  | GC  | DG  | PTS |
| ------------- | - | - | - | - | --- | --- | --- | --- |
| Dinamarca     | 4 | 4 | 0 | 0 | 136 | 110 | +26 | 8   |
| Egipto        | 4 | 3 | 0 | 1 | 113 | 111 | +2  | 6   |
| Corea del Sur | 4 | 2 | 0 | 2 | 137 | 132 | +5  | 4   |
| Suecia        | 4 | 1 | 0 | 3 | 97  | 114 | -17 | 2   |
| Francia       | 4 | 0 | 0 | 4 | 108 | 124 | -16 | 0   |

- Resultados

| Fecha | Hora  | Partido       | Partido | Partido       | Resultado |
| ----- | ----- | ------------- | ------- | ------------- | --------- |
| 15.08 | 17:00 | Francia       | -       | Dinamarca     | 32-34     |
| 15.08 | 19:00 | Egipto        | -       | Corea del Sur | 38-35     |
| 16.08 | 17:00 | Dinamarca     | -       | Egipto        | 31-27     |
| 16.08 | 19:00 | Suecia        | -       | Francia       | 24-22     |
| 17.08 | 17:00 | Corea del Sur | -       | Suecia        | 35-27     |
| 18.08 | 17:00 | Corea del Sur | -       | Dinamarca     | 26-37     |
| 18.08 | 19:00 | Egipto        | -       | Francia       | 25-24     |
| 19.08 | 19:00 | Suecia        | -       | Egipto        | 21-23     |
| 20.08 | 17:00 | Dinamarca     | -       | Suecia        | 34-25     |
| 20.08 | 19:00 | Francia       | -       | Corea del Sur | 30-41     |

### Grupo B
| Equipo              | J | G | E | P | GF  | GC  | DG  | PTS |
| ------------------- | - | - | - | - | --- | --- | --- | --- |
| Alemania            | 4 | 4 | 0 | 0 | 163 | 85  | +78 | 8   |
| España              | 4 | 3 | 0 | 1 | 150 | 109 | +41 | 6   |
| Islandia            | 4 | 2 | 0 | 2 | 142 | 100 | +42 | 4   |
| Chile               | 4 | 1 | 0 | 3 | 91  | 165 | -74 | 2   |
| República del Congo | 4 | 0 | 0 | 4 | 72  | 159 | -87 | 0   |

- Resultados

| Fecha | Hora  | Partido             | Partido | Partido             | Resultado |
| ----- | ----- | ------------------- | ------- | ------------------- | --------- |
| 15.08 | 17:00 | República del Congo | -       | Alemania            | 10-48     |
| 15.08 | 19:00 | España              | -       | Chile               | 44-24     |
| 16.08 | 17:00 | Alemania            | -       | España              | 34-32     |
| 16.08 | 19:00 | Islandia            | -       | República del Congo | 41-15     |
| 17.08 | 19:00 | Chile               | -       | Islandia            | 23-43     |
| 18.08 | 17:00 | Chile               | -       | Alemania            | 16-51     |
| 18.08 | 19:00 | España              | -       | República del Congo | 42-20     |
| 19.08 | 17:00 | Islandia            | -       | España              | 31-32     |
| 20.08 | 17:00 | Alemania            | -       | Islandia            | 30-27     |
| 20.08 | 19:00 | República del Congo | -       | Chile               | 27-28     |

### Grupo C
| Equipo              | J | G | E | P | GF  | GC  | DG  | PTS |
| ------------------- | - | - | - | - | --- | --- | --- | --- |
| Serbia y Montenegro | 4 | 4 | 0 | 0 | 140 | 104 | +36 | 8   |
| Eslovenia           | 4 | 3 | 0 | 1 | 117 | 102 | +15 | 6   |
| Argentina           | 4 | 2 | 0 | 2 | 111 | 115 | -4  | 4   |
| República Checa     | 4 | 1 | 0 | 3 | 106 | 110 | -4  | 2   |
| Kuwait              | 4 | 0 | 0 | 4 | 95  | 138 | -43 | 0   |

- Resultados

| Fecha | Hora  | Partido             | Partido | Partido             | Resultado |
| ----- | ----- | ------------------- | ------- | ------------------- | --------- |
| 15.08 | 17:00 | Kuwait              | -       | Eslovenia           | 21-32     |
| 15.08 | 19:00 | República Checa     | -       | Serbia y Montenegro | 24-32     |
| 16.08 | 17:00 | Eslovenia           | -       | República Checa     | 26-24     |
| 16.08 | 19:00 | Argentina           | -       | Kuwait              | 27-22     |
| 17.08 | 18:00 | Serbia y Montenegro | -       | Argentina           | 35-28     |
| 18.08 | 17:00 | Serbia y Montenegro | -       | Eslovenia           | 27-26     |
| 18.08 | 19:00 | República Checa     | -       | Kuwait              | 33-26     |
| 19.08 | 18:00 | Argentina           | -       | República Checa     | 26-25     |
| 20.08 | 17:00 | Eslovenia           | -       | Argentina           | 33-30     |
| 20.08 | 19:00 | Kuwait              | -       | Serbia y Montenegro | 26-46     |

### Grupo D
| Equipo  | J | G | E | P | GF  | GC  | DG  | PTS |
| ------- | - | - | - | - | --- | --- | --- | --- |
| Hungría | 4 | 4 | 0 | 0 | 133 | 94  | +39 | 8   |
| Rumanía | 4 | 3 | 0 | 1 | 132 | 112 | +20 | 6   |
| Israel  | 4 | 2 | 0 | 2 | 120 | 132 | -12 | 4   |
| Brasil  | 4 | 1 | 0 | 3 | 110 | 127 | -17 | 2   |
| Túnez   | 4 | 0 | 0 | 4 | 104 | 134 | -30 | 0   |

- Resultados

| Fecha | Hora  | Partido | Partido | Partido | Resultado |
| ----- | ----- | ------- | ------- | ------- | --------- |
| 15.08 | 17:00 | Túnez   | -       | Israel  | 29-35     |
| 15.08 | 19:00 | Brasil  | -       | Hungría | 22-32     |
| 16.08 | 17:00 | Rumanía | -       | Brasil  | 38-22     |
| 16.08 | 19:00 | Hungría | -       | Túnez   | 29-24     |
| 17.08 | 18:00 | Israel  | -       | Rumanía | 27-34     |
| 18.08 | 17:00 | Túnez   | -       | Brasil  | 22-35     |
| 18.08 | 19:00 | Israel  | -       | Hungría | 23-38     |
| 19.08 | 18:00 | Rumanía | -       | Túnez   | 35-29     |
| 20.08 | 17:00 | Brasil  | -       | Israel  | 31-35     |
| 20.08 | 19:00 | Hungría | -       | Rumanía | 34-25     |

## Ronda Emplazamiento

### Grupo P I
| Equipo              | J | G | E | P | GF  | GC  | DG  | PTS |
| ------------------- | - | - | - | - | --- | --- | --- | --- |
| República Checa     | 3 | 3 | 0 | 0 | 106 | 68  | +38 | 6   |
| Suecia              | 3 | 1 | 1 | 1 | 92  | 74  | +18 | 3   |
| Túnez               | 3 | 1 | 1 | 1 | 102 | 92  | +10 | 3   |
| República del Congo | 3 | 0 | 0 | 3 | 62  | 128 | -66 | 0   |

- Resultados

| Fecha | Hora  | Partido             | Partido | Partido             | Resultado |
| ----- | ----- | ------------------- | ------- | ------------------- | --------- |
| 22.08 | 16:00 | Suecia              | -       | República del Congo | 40-15     |
| 22.08 | 18:00 | República Checa     | -       | Túnez               | 36-25     |
| 23.08 | 16:00 | Túnez               | -       | Suecia              | 27-27     |
| 23.08 | 18:00 | República del Congo | -       | República Checa     | 18-38     |
| 25.08 | 16:00 | Suecia              | -       | República Checa     | 25-32     |
| 25.08 | 18:00 | República del Congo | -       | Túnez               | 29-50     |

### Grupo P II
| Equipo  | J | G | E | P | GF | GC | DG  | PTS |
| ------- | - | - | - | - | -- | -- | --- | --- |
| Francia | 3 | 3 | 0 | 0 | 97 | 58 | +36 | 6   |
| Brasil  | 3 | 2 | 0 | 1 | 83 | 68 | +15 | 4   |
| Kuwait  | 3 | 1 | 0 | 2 | 74 | 93 | -19 | 2   |
| Chile   | 3 | 0 | 0 | 3 | 65 | 97 | -32 | 0   |

- Resultados

| Fecha | Hora  | Partido | Partido | Partido | Resultado |
| ----- | ----- | ------- | ------- | ------- | --------- |
| 22.08 | 16:00 | Chile   | -       | Francia | 20-38     |
| 22.08 | 18:00 | Brasil  | -       | Kuwait  | 35-25     |
| 23.08 | 16:00 | Francia | -       | Brasil  | 23-19     |
| 23.08 | 18:00 | Kuwait  | -       | Chile   | 30-25     |
| 25.08 | 16:00 | Chile   | -       | Brasil  | 20-29     |
| 25.08 | 18:00 | Francia | -       | Kuwait  | 33-19     |

## Ronda Principal
Los dos primeros de cada grupo disputan las semifinales. 

### Grupo M I
| Equipo        | J | G | E | P | GF  | GC  | DG  | PTS |
| ------------- | - | - | - | - | --- | --- | --- | --- |
| Alemania      | 5 | 4 | 0 | 1 | 156 | 148 | +8  | 8   |
| Dinamarca     | 5 | 4 | 0 | 1 | 161 | 133 | +28 | 8   |
| España        | 5 | 3 | 0 | 2 | 150 | 150 | 0   | 6   |
| Egipto        | 5 | 3 | 0 | 2 | 154 | 150 | +4  | 6   |
| Islandia      | 5 | 1 | 0 | 4 | 142 | 158 | -16 | 2   |
| Corea del Sur | 5 | 0 | 0 | 5 | 149 | 173 | -24 | 0   |

- Resultados

| Fecha | Hora  | Partido       | Partido | Partido       | Resultado |
| ----- | ----- | ------------- | ------- | ------------- | --------- |
| 22.08 | 15:00 | Egipto        | -       | Islandia      | 30-25     |
| 22.08 | 17:00 | Corea del Sur | -       | Alemania      | 29-33     |
| 22.08 | 19:00 | Dinamarca     | -       | España        | 33-26     |
| 23.08 | 15:00 | Alemania      | -       | Egipto        | 30-33     |
| 23.08 | 17:00 | Islandia      | -       | Dinamarca     | 25-33     |
| 23.08 | 19:00 | España        | -       | Corea del Sur | 31-26     |
| 25.08 | 15:00 | Corea del Sur | -       | Islandia      | 33-34     |
| 25.08 | 17:00 | Egipto        | -       | España        | 26-29     |
| 25.08 | 19:00 | Dinamarca     | -       | Alemania      | 27-29     |

### Grupo M II
| Equipo              | J | G | E | P | GF  | GC  | DG  | PTS |
| ------------------- | - | - | - | - | --- | --- | --- | --- |
| Hungría             | 5 | 4 | 0 | 1 | 167 | 133 | +34 | 8   |
| Serbia y Montenegro | 5 | 4 | 0 | 1 | 154 | 135 | +19 | 8   |
| Rumanía             | 5 | 3 | 0 | 2 | 154 | 145 | +9  | 6   |
| Eslovenia           | 5 | 3 | 0 | 2 | 161 | 148 | +13 | 6   |
| Israel              | 5 | 1 | 0 | 4 | 147 | 184 | -37 | 2   |
| Argentina           | 5 | 0 | 0 | 5 | 145 | 183 | -38 | 0   |

- Resultados

| Fecha | Hora  | Partido             | Partido | Partido             | Resultado |
| ----- | ----- | ------------------- | ------- | ------------------- | --------- |
| 22.08 | 15:00 | Eslovenia           | -       | Israel              | 37-28     |
| 22.08 | 19:00 | Argentina           | -       | Hungría             | 22-38     |
| 22.08 | 17:00 | Serbia y Montenegro | -       | Rumanía             | 29-28     |
| 23.08 | 15:00 | Israel              | -       | Serbia y Montenegro | 29-40     |
| 23.08 | 17:00 | Rumanía             | -       | Argentina           | 37-30     |
| 23.08 | 19:00 | Hungría             | -       | Eslovenia           | 33-40     |
| 25.08 | 15:00 | Argentina           | -       | Israel              | 35-40     |
| 25.08 | 17:00 | Eslovenia           | -       | Rumanía             | 25-30     |
| 25.08 | 19:00 | Serbia y Montenegro | -       | Hungría             | 23-24     |

## Partidos de Emplazamiento

### Partido por el 19º puesto
| Fecha | Hora  | Partido | Partido | Partido             | Resultado |
| ----- | ----- | ------- | ------- | ------------------- | --------- |
| 27.08 | 10:30 | Chile   | -       | República del Congo | 28-29     |

### Partido por el 17º puesto
| Fecha | Hora  | Partido | Partido | Partido | Resultado |
| ----- | ----- | ------- | ------- | ------- | --------- |
| 27.08 | 10:30 | Túnez   | -       | Kuwait  | 33-25     |

### Partido por el 15º puesto
| Fecha | Hora  | Partido | Partido | Partido | Resultado |
| ----- | ----- | ------- | ------- | ------- | --------- |
| 28.08 | 10:30 | Brasil  | -       | Suecia  | 26-36     |

### Partido por el 13º puesto
| Fecha | Hora  | Partido         | Partido | Partido | Resultado |
| ----- | ----- | --------------- | ------- | ------- | --------- |
| 28.08 | 10:30 | República Checa | -       | Francia | 30-27     |

### Partido por el 11º puesto
| Fecha | Hora  | Partido   | Partido | Partido       | Resultado |
| ----- | ----- | --------- | ------- | ------------- | --------- |
| 27.08 | 10:30 | Argentina | -       | Corea del Sur | 36-30     |

### Partido por el 9º puesto
| Fecha | Hora  | Partido  | Partido | Partido | Resultado |
| ----- | ----- | -------- | ------- | ------- | --------- |
| 27.08 | 10:30 | Islandia | -       | Israel  | 35-32     |

### Partido por el 7º puesto
| Fecha | Hora  | Partido   | Partido | Partido | Resultado |
| ----- | ----- | --------- | ------- | ------- | --------- |
| 27.08 | 16:00 | Eslovenia | -       | Egipto  | 32-33     |

### Partido por el 5º puesto
| Fecha | Hora  | Partido | Partido | Partido | Resultado |
| ----- | ----- | ------- | ------- | ------- | --------- |
| 27.08 | 18:30 | España  | -       | Rumanía | 33-29     |

## Fase final
|  | Semifinales         | Semifinales |    |          | Final               | Final |  |
|  |                     |             |    |          |                     |       |  |
|  |                     |             |    |          |                     |       |  |
|  |                     |             |    |          |                     |       |  |
|  | Alemania            | 30          |    |          |                     |       |  |
|  | Serbia y Montenegro | 32          |    |          |                     |       |  |
|  |                     |             |    |          |                     |       |  |
|  |                     |             |    |          |                     |       |  |
|  |                     |             |    |          | Serbia y Montenegro | 35    |  |
|  |                     | Dinamarca   | 40 |          |                     |       |  |
|  |                     |             |    |          |                     |       |  |
|  |                     |             |    |          |                     |       |  |
|  |                     |             |    |          | 3º                  |       |  |
|  |                     |             |    |          |                     |       |  |
|  | Hungría             | 31          |    | Alemania | 27                  |       |  |
|  | Dinamarca           | 33          |    |          | Hungría             | 28    |  |

## Medallero
| | | |
| Dinamarca | Serbia y Montenegro | Hungría |
| 1. Kristian Friis 3. Jonas Aaen Christensen 4. Klaus Christensen 5. René Toft Hansen 6. Sebastian Koch-Hansen 7. Simon Kristiansen 8. Mads Pedersen 9. Simon Jensen 10. Jacob Halle Petersen 11. Kenneth Olsen 12. Kasper Jorgensen 14. Morten Olsen 15. Henrik Mollgard Jensen 16. Stephen Nielsen 17. Lasse Rasmussen 21. René Bach Madsen | 1. Dragan Marjanac 2. Uros Vilovski 3. Nemanja Pribak 4. Milan Mirkovic 5. Mirko Milasevic 7. Rajko Prodanovic 8. Marko Vujin 9. Danimir Curkovic 10. Marinko Kekezovic 11. Bojan Beljanski 13. Aleksandar Stanojevic 14. Ilija Sladic 15. Uros Mitrovic 16. Vladimir Perisic 19. Zarko Sesum 21. Milos Mitrovic | 2. Gabor Csorba 3. Norbert Sutka 4. Gabor Palos 5. Szabolcs Zubai 6. Kornel Nagy 7. Gabor Csaszar 8. Gabor Grebenar 9. Mate Halasz 10. Barna Putics 11. Gabor Szalafai 12. Janos Kovacs 13. Timuzsin Schuch 14. Peter Gulyas 15. Gyozo Tomori 16. Roland Mikler 17. Gergo Pal |
| Flemming Pedersen | Veselin Vujovic | Laszlo Toth |

## Estadísticas

### Clasificación general
| 1. Dinamarca            |
| 2. Serbia y Montenegro  |
| 3. Hungría              |
| 4. Alemania             |
| 5. España               |
| 6. Rumanía              |
| 7. Egipto               |
| 8. Eslovenia            |
| 9. Islandia             |
| 10. Israel              |
| 11. Argentina           |
| 12. Corea del Sur       |
| 13. República Checa     |
| 14. Francia             |
| 15. Suecia              |
| 16. Brasil              |
| 17. Túnez               |
| 18. Kuwait              |
| 19. República del Congo |
| 20. Chile               |

### Máximos goleadores
| Posición | Jugador             | País            | Goles |
| -------- | ------------------- | --------------- | ----- |
| 1°       | Chen Pomeranz       | Israel          | 82    |
| 2°       | Ahmed El Ahmar      | Egipto          | 67    |
| 3°       | Barna Putics        | Hungría         | 66    |
| 4°       | Jung Soo-Young      | Corea del Sur   | 65    |
| 5°       | Valentin Ghionea    | Rumania         | 59    |
| 6°       | Morten Olsen        | Dinamarca       | 54    |
| 7°       | Asgeir Hallgrimsson | Islandia        | 56    |
| 7°       | Jiri Motl           | República Checa | 56    |
| 9º       | Dragan Gajic        | Eslovenia       | 53    |
| 10°      | Guilherme Oliveira  | Brasil          | 52    |
| 10°      | Carlos Ruesga       | España          | 52    |

### Mejores Porteros
| Posición | Jugador             | País                | Paradas | %    |
| -------- | ------------------- | ------------------- | ------- | ---- |
| 1°       | Roland Mikler       | Hungría             | 128     | 40,1 |
| 2°       | Jakub Krupa         | República Checa     | 101     | 42,9 |
| 3°       | Dragan Marjanac     | Serbia y Montenegro | 99      | 37,8 |
| 4°       | Silvio Heinevetter  | Alemania            | 98      | 32,8 |
| 5°       | Nicolás Pinciroli   | Francia             | 91      | 30,3 |
| 6°       | Felipe Barrientos   | Chile               | 87      | 27,2 |
| 7°       | Robin Cappelle      | Francia             | 85      | 40,5 |
| 8º       | Jorge García Lloria | España              | 81      | 32,3 |
| 8º       | Bjorgvin Gustavsson | Islandia            | 81      | 32,3 |
| 10°      | Stephen Nielsen     | Dinamarca           | 80      | 41   |
| 10°      | Hesham Hany         | Egipto              | 80      | 34   |